# František Bragagnola
František Bragagnola (Kladno, 15 gennaio 1927 – 28 luglio 2020) è stato un calciatore cecoslovacco, dal 1993 ceco, di ruolo attaccante.

## Biografia

### Carriera

#### Club
Era un'ala sinistra.. Di ruolo attaccante, iniziò a giocare nelle giovanili del Kladno, che lasciò per giocare nello Slavia Liberec.
L'esperienza allo Slavia durò poco, tornando in breve tempo al club di formazione. Nel 1949 passa allo Slavoj Kročehlavy e poi militò durante il servizio militare, tra il 1949 ed il 1951, con l'ATK Praga. Nel 1952 ritornò al Kladno con il quale giocò per sette anni nella massima serie cecoslovacca, giocando tra le varie competizioni 261 partite, segnando 90 reti. Per i suoi trascorsi con la maglia del Kladno verrà definito alla sua morte, giunta nel 2020, una leggenda del club biancoblu.
Nel 1958 concluse la sua esperienza con il Kladno con una retrocessione in cadetteria, passando al Lokomativa Beroun ove giocò quattro anni; terminata l'esperienza con il club di Beroun passa al Lokomotiva Kladno, club in cui chiude la carriera agonistica nel 1969 a quarantadue anni.

#### Nazionale
Con la Cecoslovacchia B collezionò una presenza nel 1952 contro gli omologhi della Polonia.

### Vita privata
Sposato, ha avuto due figlie, Milena e Anežka.